# Heterokonta
Gli eteroconti formano una linea importante di eucarioti, nel clade dei cromalveolati.
Thomas Cavalier-Smith ha riconosciuto la peculiarità del gruppo e ha proposto di chiamare il gruppo Heterokonta, dal momento che una caratteristica del gruppo è quella di avere due flagelli differenti.
Un altro nome per indicare lo stesso gruppo è Stramenopiles. l termine è stato coniato da David J. Patterson in modo informale dal latino stramen, "paglia" e pilus, "pelo". L'aggettivo derivato da stramen è stramineus. Un termine più corretto sarebbe quindi Straminopili.
Attualmente il gruppo comprende circa 10.500 specie, perlopiù alghe.

## Caratteristiche
Gli stramenopili sono cromalveolati con cloroplasti circondati da quattro membrane, che vengono contate dalla più esterna alla più interna. La prima membrana è in continuità con la membrana nucleare, derivata dal reticolo endoplasmatico della cellula ospitante. La seconda membrana presenta una barriera tra il lume del reticolo endoplasmatico della cellula e l'endosimbionte primario, ovvero il cloroplasto vero e proprio, racchiuso tra le due successive membrane, tra le quali si trovano le membrane dei tilacoidi. Da tutto questo sembra che il cloroplasto degli stramenopili derivi dall'ingestione di una cellula eucariote di una rodofita unicellulare.
I cloroplasti contengono clorofilla a e c e un pigmento chiamato fucoxantina che dà loro un caratteristico colore bruno.

## Cellule motili
Molti eteroconti sono unicellulari flagellati (e quindi, nelle classificazioni precedenti trovavano spazio tra i protozoi flagellati e altri) sono organismi pluricellulari che producono, a un certo punto del loro ciclo vitale, cellule flagellate. Il nome di eteroconti deriva dal fatto che i flagelli differiscono, a coppie, per la forma, orientazione e funzionamento. Quello orientato anteriormente presenta dei mastigonemi, una specie di peluria tubolare tripartita. L'altro flagello è liscio e di solito di dimensioni ridotte, fino ad essere ridotto a un corpo basale.
I mastigonemi sono costituiti da glicoproteine nel reticolo endoplasmatico della cellula prima di essere portati in superficie. Quando il flagello anteriore si muove, i mastigonemi creano una corrente all'indietro, spingendo la cellula in acqua o portando del cibo. Alcuni membri del gruppo, come le diatomee pur non avendo flagelli eteroconti, hanno queste strutture tripartite, che possono essere così considerate come la caratteristica principale del gruppo.